# Горбунов, Сергей Олегович
Серге́й Оле́гович Горбуно́в (укр. Сергій Олегович Горбунов; род. 14 марта 1994, Мариуполь, Донецкая область) — украинский футболист, защитник

## Клубная карьера
Воспитанник мариупольского «Ильичёвца», тренер — Ю. Ярошенко. После завершения обучения приехал в Днепропетровск, где подписал контракт с «Днепром». C 2012 года играл в юношеской команде у Александра Поклонского, а потом в молодёжной — у Дмитрия Михайленко. В сезоне 2014/15 становился победителем молодёжного чемпионата Украины.
За первую клубную команду «Днепра» дебютировал 23 мая 2015 года в матче Премьер-лиги против донецкого «Шахтёра». Горбунов вышел в стартовом составе и во втором тайме был заменён на ещё одного дебютанта — Александра Васильева. Всего же в этом матче в высшем дивизионе дебютировало трое «днепрян». Компанию Васильеву и Горбунову составил также нападающий Денис Баланюк. После игры тренер «днепрян» Мирон Маркевич высказал мнение, что уровень «дубля» эти ребята уже переросли и он сторонник того, чтобы отдать их в аренду в другие команды Премьер-лиги.
9 сентября 2015 года был заявлен за донецкий «Шахтёр».

### Металлист
13 Августа 2021 года был официально представлен игроком «Металлиста».

## Карьера в сборной
В марте 2014 года сыграл в составе сборной Украины до 20 лет в товарищеском матче против Италии. В марте 2015 года — в составе молодёжной сборной Украины в товарищеских матчах против сверстников из Словении и Словакии.

## Достижения
«Днепр-1»
- Серебряный призёр чемпионата Украины: 2022/23